# ヴァリアント (戦列艦・2代)
| 右がヴァリアント、中央はグローリー | |
| 艦歴                               | |
| 発注:                              | 不明 |
| 建造:                              | ペリー、ウェルズ&グリーン造船所 （ブラックウォール）                                                                         |
| 進水:                              | 1807年1月24日 |
| その後:                            | 1823年解体 |
| 性能諸元                           | |
| クラス:                            | レパルス級戦列艦 |
| 全長:                              | 砲列甲板：174ft（53m） 竜骨：143ft 2in（43.2m）                                                                              |
| 全幅:                              | 47ft 4in（14.4m） |
| 喫水:                              | 20ft（6.1m） |
| 機関:                              | 帆走（3本マストシップ） |
| 兵装:                              | 74門： 上砲列：18ポンド（8kg）砲28門 下砲列：32ポンド（15kg）砲28門 後甲板：9ポンド（4kg）砲14門 艦首楼：9ポンド（4kg）砲4門 |

ヴァリアント（HMS Valiant）はイギリス王立海軍のレパルス級74門3等戦列艦。ウィリアム・ルール設計。1807年1月24日にブラックウォールで進水した。